# Diplycosia minutiflora
Diplycosia minutiflora är en ljungväxtart som beskrevs av Herman Otto Sleumer. Diplycosia minutiflora ingår i släktet Diplycosia och familjen ljungväxter. Inga underarter finns listade i Catalogue of Life.